# Brigham City
Brigham City és una població i seu del comtat de Box Elder de l'estat de Utah als Estats Units. Segons el cens del tenia 18.712 habitants.

## Demografia
Segons el cens del 2000, Brigham City tenia 17.411 habitants, 5.526 habitatges, i 4.409 famílies. La densitat de població era de 469,8 habitants per km².
Dels 465.834 habitatges en un 44,7% hi vivien nens de menys de 18 anys, en un 66,4% hi vivien parelles casades, en un 9,7% dones solteres, i en un 20,2% no eren unitats familiars. En el 18% dels habitatges hi vivien persones soles el 8,2% de les quals corresponia a persones de 65 anys o més que vivien soles. El nombre mitjà de persones vivint en cada habitatge era de 3,09 i el nombre mitjà de persones que vivien en cada família era de 3,53.
Per edats la població es repartia de la següent manera: un 34,2% tenia menys de 18 anys, un 11,1% entre 18 i 24, un 25,2% entre 25 i 44, un 17,4% de 45 a 60 i un 12,1% 65 anys o més.
L'edat mediana era de 29 anys. Per cada 100 dones de 18 o més anys hi havia 96,9 homes.
La renda mediana per habitatge era de 42.335 $ i la renda mediana per família de 46.891 $. Els homes tenien una renda mediana de 39.271 $ mentre que les dones 22.061 $. La renda per capita de la població era de 15.503 $. Entorn del 7,3% de les famílies i el 8,7% de la població estaven per davall del llindar de pobresa.

## Poblacions més properes
El següent diagrama mostra les poblacions més properes.